# Голованова, Нина Ильинична
Ни́на Ильи́нична Голова́нова (23 апреля 1958, Йошкар-Ола, Марийская АССР, РСФСР, СССР) ― советская и российская актриса театра, теле-  и радиоведущая. Одна из ведущих актрис Республиканского театра кукол Марийской АССР / Республики Марий Эл (с 1978  года). Народная артистка Республики Марий Эл (2004). Лауреат Государственной премии Республики Марий Эл имени М. Шкетана (2001).

## Биография
Родилась 23 апреля 1958 года в г. Йошкар-Оле Марийской АССР.
В 1977 году окончила Йошкар-Олинское культпросветучилище, а в 1983 году ― Ленинградский институт театра, музыки и кинематографии.
С 1978 года ― одна из ведущих актрис Республиканского театра кукол Марийской АССР / Республики Марий Эл. За время работы в этом театре сыграла более 100 ролей. 
В 1990-х годах была ведущей в детских программах «Йомак чондай» и «Изенвер» на Марийском радио и телевидении.
В 1992 году стала заслуженной артисткой Республики Марий Эл, а в 2004 году — народной артисткой Республики Марий Эл. В 2001 году удостоена Государственной премии Республики Марий Эл в области театрального искусства имени М. Шкетана. Также  награждена многими почётными грамотами и дипломами театральных фестивалей. 
Замужем, супруг ― заслуженный артист РСФСР В. С. Голованов.
В настоящее живёт и работает в г. Йошкар-Оле. 

## Основные роли
Список основных ролей Н. И. Головановой:
- Герда, Маленькая разбойница, Принцесса, Разбойник («Снежная королева»)
- Элиза, Фея («Дикие лебеди»)
- Людмила («Руслан и Людмила»)
- Золушка («Золушка»)
- Маленькая колдунья («Весёлая карета»)
- «Собака» («После дождичка»)
- Алёнка, Лиса («Гусёнок»)
- Медвежонок Топ («Весёлые медвежата»)
- Машенька («Машенька и медведь»)
- Поросёнок Нуф («Три поросёнка, два охотника и Серый волк»)
- Золотой цыплёнок («Золотой цыплёнок», В. Орлов)
- Тётя Марина («Ай да Мыцык»)
- Бабочка, Змея («Брат мой Каплик»)
- Дашенька, Лиса («Морозко»)
- Метелица, Лиса («Озорница метелица»)
- Фунтик («Приключения поросёнка Фунтика»)
- Коза («Про волка, козу и козлят»)
- Лиса («Теремок»)
- Лара, Дама («Щелкунчик»)

## Признание
- Народная артистка Республики Марий Эл (2004)[1][2]
- Заслуженная артистка Республики Марий Эл (1992)[1][2]
- Государственная премия Республики Марий Эл имени М. Шкетана (2001) ― за роль «Собаки» в спектакле «После дождичка»[1][2]
- Специальный приз Оргкомитета фестиваля «Рабочая лошадка» (2014) ― за создание образа Золотого цыплёнка в спектакле по пьесе В. Орлова «Золотой цыпленок»[1]
- Почётная грамота Марийского обкома КПСС и Совета Министров Марийской АССР (1984)[1]
- Благодарность Главы Республики Марий Эл (2008)[1]
- Почетная грамота Государственного Собрания Республики Марий Эл  (2012, 2013)[1]